# Sidney Guzmán
Sidney Guzmán Villacosta (ur. 12 października 1977) – peruwiański zapaśnik walczący w stylu klasycznym. Olimpijczyk z Aten 2004, gdzie zajął piętnaste miejsce w kategorii 60 kg.
Osiemnasty zawodnik mistrzostw świata w 2003. Trzeci w igrzyskach panamerykańskich w 1999, piąty w 2003. Srebrny medalista mistrzostw panamerykańskich w 2004, a także mistrzostw Ameryki Południowej w 2014. Wicemistrz igrzysk Ameryki Południowej w 1998 i 2002, a także igrzysk boliwaryjskich w 2001 roku. 
Od 2013 roku występuje w zawodach MMA, dwie wygrane walki.